# Jan Raekelboom
Jan Raekelboom (oft auch Jesse Raekelboom; * 20. Mai 1978 in Merksem) ist ein belgischer Eishockeyspieler, der seit 2016 bei den Cold Play Sharks in der belgischen National League spielt.

## Karriere
Jan Raekelboom, der im heute zu Antwerpen gehörenden Merksem geboren wurde, spielte zu Beginn seiner Karriere als Eishockeyspieler bei den Phantoms im Nachbarstadtteil Deurne. Neben Spielen in der zweiten belgischen Liga, wurde er bereits als 16-Jähriger in der Ehrendivision eingesetzt. Bis auf ein Jahr, das er bei den Tilburg Trappers niederländischen Ehrendivision verbrachte und mit dem Sieg im niederländischen Pokalwettbewerb krönte, blieb er den Phantoms bis 1999 treu, wobei er mit dem Club seit 1997 in der niederländischen und nicht in der belgischen Liga spielte. 1996 und 1998 gewann er mit dem Team den belgischen Pokalwettbewerb, so dass er insgesamt drei Pokaltitel in zwei unterschiedlichen Staaten in Folge gewann. Nach zwei Jahren bei den Ruijters Eaters Geleen in der niederländischen Ehrendivision wechselte er 2001 erneut zu den Tilburg Trappers. 2003 kehrte er in seine belgische Heimat zurück und spielt seither für den IHC Leuven in der belgischen Ehrendivision. Damit begann die bisher erfolgreichste Zeit des Clubs aus Flämisch-Brabant, der mit Raekelboom nicht nur 2006 seinen ersten Pokalsieg, sondern auch 2005, 2010 und 2013 seine bisherigen drei Meistertitel erringen konnte. 2011/12 nahm er mit seinem Club zudem auch am niederländisch-belgischen North Sea Cup teil. Seit 2016 spielt er für die Cold Play Sharks in der National League, der zweithöchsten belgischen Spielklasse.

### International
Mit der Herren-Nationalmannschaft nahm Raekelboom an der C2-Weltmeisterschaft 1995, den D-Weltmeisterschaften 1996, 1997, 1998 und 2000, den Weltmeisterschaften der Division II 2001, 2002, 2003, 2010, 2011, 2012 und 2013 sowie der Weltmeisterschaft der Division I 2004 teil.

## Erfolge und Auszeichnungen
- 1996 Belgischer Pokalsieger mit den Phantoms Deurne
- 1997 Niederländischer Pokalsieger mit den Tilburg Trappers
- 1998 Belgischer Pokalsieger mit den Phantoms Deurne
- 2000 Aufstieg in die Division II bei der D-Weltmeisterschaft
- 2003 Aufstieg in die Division I bei der Weltmeisterschaft der Division II, Gruppe B
- 2005 Belgischer Meister mit dem IHC Leuven
- 2006 Belgischer Pokalsieger mit dem IHC Leuven
- 2010 Belgischer Meister mit dem IHC Leuven
- 2012 Aufstieg in die Division II, Gruppe A, bei der Weltmeisterschaft der Division II, Gruppe B
- 2013 Belgischer Meister mit dem IHC Leuven

## Statistik
(Stand: Ende der Spielzeit 2013/14)